# Ях'ї
Я́х'ї (ісп. Yahia, нім. Jachia), або ібн-Ях'я (івр. אבן יחיא, араб. بن يحي, «сини Ях'ї») — єврейська сефардська родина з Португалії. Виводила родовід від біблійного царя Давида. Походила від португальського єврея Ях'ї, алмошаріфа португальського короля Афонсу І, який за відвагу в боях з маврами отримав власність у Сантарені. Представники роду також мешкали в Кастилії й Арагоні, а після вигнання євреїв з Піренейського півострова, — в Італії, Османській імперії, Речі Посполитій тощо. Деякі члени роду носили родове прізвисько Не́гро (ісп. і ст.-порт. Negro), або Не́гру (порт. Negro).  Також — ібн-Яхя, ібн-Яхія, ібн-Яхья.

## Представники
- Ях'я (Іван) (1055—1150) — алмошаріф португальського короля Афонсу І.
  -  Йєхуда (Юда)
    -  Йосеф (Йосип) (1250—?) — скарбник португальського короля Саншу I.
      -  Шломо (Соломон) (?—до 1300) — португальський чиновник.
        - Йосеф (?—1385) — поет.
        -  Гдалія (Годолія) (1335—1390) — лікар португальського короля Фернанду I, голова юдейських громад Кастилії.